# Второе правительство Рувье
Второе правительство Рувье́ — кабинет министров, правивший Францией с 24 января 1905 года по 18 февраля 1906 года, в период Третьей французской республики, в следующем составе:
- прежние министры:
  - Морис Рувье — глава кабинета и министр финансов;
  - Жозеф Шомье — министр юстиции;
  - Теофиль Делькассе́ — министр иностранных дел;
  - Морис Берто — военный министр;
- новые министры:
  - Эжен Этьен — министр внутренних дел (до 12 ноября), Фернанд Дюбьеф;
  - Гастон Томсон — морской министр;
  - Жан Бьенвеню-Мартэн — министр народного просвещения и культов;
  - Фернанд Дюбьеф — министр торговли, почт и телеграфа (до 12 ноября), Жорж Труйо;
  - Этьен Клементель — министр колоний;
  - Жозеф Рюо — министр земледелия;
  - Арман Готье де л’Од — министр публичных работ

## Характеристика правительства
Лица предыдущего кабинета с ярко выраженной радикальной окраской (Комб, Пельтан, Валле, Думерг) все, кроме Берто, вышли из кабинета; левая его сторона была усилена радикалами-социалистами Дюбьефом и Бьенвеню-Мартэном и радикалами Рюо и Клементелем, но не в их руках были важнейшие портфели. В первой своей декларации кабинет Рувье обещал во всем существенном продолжать политику Комба. Церковная политика правительства изменилась очень мало, став разве несколько мягче.

## Отделение церкви от государства
Внесённый проект отделения церкви от государства лишь немногим отличался от проекта, еще раньше предложенного Брианом. Сущность закона, обнародованного в конце 1905 года:
- республика не признает, не оплачивает и не субсидирует никакой церкви.
  - Начиная с 1 января 1906 г. уничтожается государственный бюджет культов, равно как и расходы на них департаментов и общин.
  - В течение года движимые и недвижимые имущества церкви, со всеми лежащими на них обязательствами, передаются религиозным ассоциациям верующих.
  - Имущества, раньше принадлежавшие государству, департаментам или общинам, возвращаются им по принадлежности, с обязательством в течение определенного срока отдавать их внаем ассоциациям верующих.
- Служителям церкви, прослужившим не менее 30 лет и достигшим 60-летнего возраста, обеспечивается пожизненная ежегодная пенсия из средств государства, в размере 3/4 их прежнего жалования; при возрасте низшем и при меньшем числе лет службы назначается пенсия в пониженном размере.
- Верующим предоставляется устраивать ассоциации, пользующиеся свободой отправления религиозного культа.